# Яхимович, Зинаида Павловна
Зинаида Павловна Яхимович (20 августа 1931, Москва — 6 декабря 2018, там же) — советский российский историк, доктор исторических наук, профессор, главный научный сотрудник Отдела сравнительных исследований социально-политических систем Института социологии РАН, специалист по истории Италии начала XX века.

## Биография
Родилась в 1931 г. В 1953 г. окончила исторический факультет МГУ им. М. В. Ломоносова.
В 1963 г. защитила кандидатскую диссертацию «Итало-турецкая война 1911—1912 гг. и отношение к ней классов и партий итальянского общества». Была старшим научным сотрудником Института международного рабочего движения АН СССР (после 1991 г. — Институт проблем рабочего движения и сравнительной политологии, ныне — в составе Института социологии РАН).
В 1973 г. в Московском государственном педагогическом институте им. В. И. Ленина защитила докторскую диссертацию «Внешняя политика Италии в 1908—1914 гг.».
Была руководителем проекта Отдела «Ценностные ориентиры и приоритеты трансформирующихся обществ в современном мире», участником Программы фундаментальных исследований Отделения РАН «Россия в глобализирующемся мире», профессором кафедры истории и социальных дисциплин государственного образовательного учреждения «Педагогической академии последипломного образования» (для учителей Московской области). С 2000 г. являлась действительным членом Российской академии естественных наук (РАЕН) по секции геополитики и безопасности.
Была членом Российской ассоциации историков Первой мировой войны. Входила в состав редакционной коллегии журнала «Вестник Института социологии».
Награждена знаком «Отличник народного просвещения».

## Научная деятельность
Область научных интересов — проблемы внутренней политики и рабочего движения Италии в новое и новейшее время, вопросы историографии, проблемы европейского федерализма и парламентаризма, национального фактора и национальной идентичности в общественном развитии России, Италии и Европы.
Первые работы, включая кандидатскую диссертацию, посвящены истории Италии начала XX в. Монография «Итало-турецкая война 1911—1912 гг.» (1967) рассматривает военную кампанию, предпринятую Италией с целью отторжения от Османской империи североафриканских провинций, Триполитании и Киренаики, и превращения их в свои колонии. Автор анализирует подготовку и ход военных действий, дипломатические отношения в Европе в ходе войны, заключение Лозаннского мирного договора и отношение итальянского общества к этой войне. В последующих работах изучается революционное движение в Италии и влияние на него Октябрьской революции в России, Коминтерн и его роль в организации рабочего движения в предвоенные годы.
З. П. Яхимович участвовала в написании академических трудов, в том числе «История Европы» (т. V), «Мировые войны XX века» (т.1). В последние десятилетия в её работах преобладала политологическая тематика.
З. П. Яхимович была активном членом научно-проблемного семинара при «Московском Доме национальностей», сотрудничала с научным советом «Партийно-политические системы XXI века» Института Европы РАН.

## Основные работы
- Итало-турецкая война 1911—1912 гг. М., 1967.
- Влияние Великой Октябрьской социалистической революции на революционное движение в Италии. М.: Просвещение, 1968. 74 с.
- История Италии. М., 1970. Т.2 (в соавт.).
- Программа борьбы против фашизма и угрозы войны: (К 50-летию VII конгр. Коминтерна). М.: Знание, 1985. 64 с.
- Коммунисты в авангарде борьбы за единый рабочий и народный фронт, 1934—1939: к пятидесятилетию VII конгр. Коминтерна. М., 1985. 299 с.
- Рабочий класс в Италии против империализма и милитаризма. М., 1986.
- Коминтерн: опыт борьбы за единство рабочего движения. М., 1989. 64 с. (соавт. Ундасынов И. Н.)
- Коммунистический Интернационал: достижения, просчеты, уроки. М., 1990. 272 с.(соавт. Ундасынов И. Н.)
- Исторический опыт антифашизма // Полис. Политические исследования. 1995. № 2. С. 16-23.
- Концепция демократии и социализма Филиппо Турати // Левые в Европе XX века: люди и идеи: (Сб. ст.) / под ред. Н. П. Комоловой, В. В. Дамье. М., 2001. С. 138—166.
- Италия перед вызовами XXI столетия // Современная Италия: Сб. обзоров и рефератов. М., 2004. С. 9-24.
- Национальная идея и её роль в генезисе и трансформациях итальянской государственности и нации в XIX—XX вв. // Национальная идея: история, идеология, миф: (Сборник статей) / под ред. Г. Ю. Семигина. М., 2004. С. 128—152.
- Социально-политические процессы и ценности в условиях глобализации: [сб. ст.] / под ред. А. С. Железнякова и 3. П. Яхимович. М.: Новый хронограф, 2012. 520 с.
- Италия в XIX в.: Рисорджименто // Всемирная история. Российская академия наук, Институт всеобщей истории. Москва, 2014. С. 642—663. (соавт. Митрофанов А. А.)
- К истории создания антигитлеровской коалиции и её урокам // Актуальные проблемы истории Второй мировой и Великой Отечественной войн. По материалам работы круглого стола. М., 2016. С. 34-42[4].